# Майкл Рукер
Майкл Рукер (англ. Michael Rooker; нар. 6 квітня 1955) — американський кіноактор.

## Біографія
Майкл Рукер народився 6 квітня 1955 року в місті Джаспер, штат Алабама. Коли йому було 13 років, його батьки розлучилися, і він разом з матір'ю переїхав жити в Чикаго. У школі він брав участь в учнівських спектаклях. Після випускного Рукеру вдалося вступити в школу акторської майстерності Гудмена, по закінченні якої він виступав у театрі.

## Кар'єра
Свою першу роль Майкл зіграв у телефільмі «Кримінальна історія», а потім виконав головну роль у фільмі Джона МакНотона «Генрі: портрет серійного вбивці» (1986). Але, на жаль, фільм пролежав на полиці чотири роки, перш ніж його показали загальному глядачеві. Стрічка була прихильно сприйнята критикою, а Майкл удостоївся першої нагороди — призу Міжнародного фестивалю фантастичного кіно Fantasporto. Пізніше Рукер з'являється в численних фільмах, таких як «Міссісіпі у вогні» (1988), «Скелелаз» (1993), «Влада страху» (1999) і «Шостий день» (2000).
У 2010 році з'явився в ролі Мерла Діксона у декількох епізодах серіалу «Ходячі мерці», а починаючи з третього сезону, грав одного з головних персонажів.

## Особисте життя
Майкл Рукер одружений з Марго Цуру Ларосе і має двох дочок, також у нього є онучка.

## Фільмографія
| Рік       |    | Українська назва                                   | Оригінальна назва                                  | Роль                              |
| --------- | -- | -------------------------------------------------- | -------------------------------------------------- | --------------------------------- |
| 1986      | тф | Кримінальна історія                                | Crime Story                                        | лейтенант                         |
| 1986      | ф  | Генрі: портрет серійного вбивці                    | Henry: Portrait of a Serial Killer                 | Генрі                             |
| 1987      | ф  | Денне світло                                       | Light of Day                                       | Огі                               |
| 1987      | ф  | Поліцейський за наймом                             | Rent-a-Cop                                         | Джо                               |
| 1988      | ф  | Над законом                                        | Above the Law                                      | чоловік у барі                    |
| 1988      | ф  | Вісімка вибуває з гри                              | Eight Men Out                                      | Арнольд «Чік» Генділ              |
| 1988      | ф  | Міссісіпі у вогні                                  | Mississippi Burning                                | Френк Бейлі                       |
| 1988      | с  | Зрівнювач                                          | The Equalizer                                      | Білл Вітакер                      |
| 1989      | с  | Гідеон Олівер                                      | Gideon Oliver                                      | детектив Джон Квінн               |
| 1989      | тф | На краю                                            | The Edge                                           | заступник шерифа                  |
| 1989      | тф | Зроблено в Лос-Анджелесі                           | L.A. Takedown                                      | Боско                             |
| 1989      | ф  | Море кохання                                       | Sea of Love                                        | Террі                             |
| 1989      | ф  | Музична скринька                                   | Music Box                                          | Керчі Ласло                       |
| 1990      | с  | Закон для всіх                                     | Equal Justice                                      | Воллес Далтон                     |
| 1990      | ф  | Дні грому                                          | Days of Thunder                                    | Роуді Бернс                       |
| 1991      | ф  | Джон Ф. Кеннеді. Постріли в Далласі                | JFK                                                | Білл Броуссард                    |
| 1992      | тф | Форсаж                                             | Afterburn                                          | Кейсі Зановські                   |
| 1993      | ф  | Темна половина                                     | The Dark Half                                      | шериф Алан Пенгборн               |
| 1993      | ф  | Скелелаз                                           | Cliffhanger                                        | Гел Таккер                        |
| 1993      | ф  | Тумстоун                                           | Tombstone                                          | Шерман Макмастерс                 |
| 1994      | кф | Підозрілий                                         | Suspicious                                         | Attendent                         |
| 1994      | ф  | Жорстока правда                                    | The Hard Truth                                     | Йона Мантц                        |
| 1995      | ф  | Тусовщики з супермаркету                           | Mallrats                                           | Свеннінг                          |
| 1995      | с  | Ідеальні злочини                                   | Fallen Angels                                      | Бейб Макклур                      |
| 1995      | тф | Джоні і Клайд                                      | Johnny & Clyde                                     | Френк Теннант                     |
| 1996      | тф | Спина до спини                                     | Back to Back                                       | Боб Малоун                        |
| 1996      | ф  | Виродок з Кароліни                                 | Bastard Out of Carolina                            | дядько Ерл                        |
| 1996      | ф  | Ефект спускового гачка                             | The Trigger Effect                                 | Гері                              |
| 1997      | ф  | Познайомтеся з Воллі Спарксом                      | Meet Wally Sparks                                  | епізод                            |
| 1997      | ф  | Роузвуд                                            | Rosewood                                           | шериф Вокер                       |
| 1997      | ф  | Шантаж                                             | Keys to Tulsa                                      | Кіт Майклс                        |
| 1997      | ф  | Детектор брехні                                    | Deceiver                                           | детектив Едвард Кеннесев          |
| 1997      | ф  | Пісня про Гайавату                                 | Song of Hiawatha                                   | Бертранд                          |
| 1998      | ф  | Вбивці на заміну                                   | The Replacement Killers                            | Стен Зедков                       |
| 1998      | ф  | Зодчий тіней                                       | Shadow Builder                                     | Вейсі                             |
| 1998      | ф  | Реквієм мафії                                      | Brown's Requiem                                    | Фрітц Браун                       |
| 1998      | ф  | Загін порятунку                                    | Renegade Force                                     | Метт Купер                        |
| 1999      | ф  | Столик на одного                                   | A Table for One                                    | Метт Дрейпер / доктор Меттью Сван |
| 1999      | ф  | Влада страху                                       | The Bone Collector                                 | капітан Говард Чені               |
| 2000      | ф  | Тут на Землі                                       | Here on Earth                                      | Малкольм Арнольд                  |
| 2000      | ф  | Компромат                                          | Newsbreak                                          | Джон Макнамара                    |
| 2000      | ф  | Шостий день                                        | The 6th Day                                        | Роберт Маршалл                    |
| 2000      | ф  | Фейсконтроль                                       | Table One                                          | Роуді                             |
| 2001      | ф  | Реплікант                                          | Replicant                                          | детектив Джек Райлі               |
| 2001      | тф |                                                    | HRT                                                | агент Ніколас Робертс             |
| 2001      | с  | За межею можливого                                 | The Outer Limits                                   | полковник Бекетт                  |
| 2002      | с  | Єремія                                             | Jeremiah                                           | майор Квентрел                    |
| 2002      | ф  | Обговоренню не підлягає                            | Undisputed                                         | Ей Джей Меркер                    |
| 2003      | ф  | Фатальна знахідка                                  | The Box                                            | детектив Стенффорд                |
| 2003      | с  | Тремтіння                                          | Tremors                                            | Кінні                             |
| 2003      | с  |                                                    | Lucky                                              | Гіббі                             |
| 2003      | с  | Зоряна брама: SG-1                                 | Stargate SG-1                                      | полковник Едвардс                 |
| 2003      | с  | C.S.I.: Місце злочину Маямі                        | CSI: Miami                                         | Марті Джонс                       |
| 2003      | тф | На тонкому льоду                                   | On Thin Ice                                        |                                   |
| 2003      | тф | Порятунок Джесіки Лінч                             | Saving Jessica Lynch                               | полковник Каррі                   |
| 2004      | тф | Людина-скелет                                      | Skeleton Man                                       | капітан Лірі                      |
| 2004      | вг | The Chronicles of Riddick: Escape from Butcher Bay | The Chronicles of Riddick: Escape from Butcher Bay | центуріон / Джек                  |
| 2004      | ф  | Ліквідатор                                         | The Eliminator                                     | Майлс Доусон                      |
| 2004      | с  | Лас Вегас                                          | Las Vegas                                          | Маркус Векслер                    |
| 2005      | с  | 4исла                                              | Numb3rs                                            | партнер Дона                      |
| 2005      | с  | Військово-юридична служба                          | JAG                                                | капітан Джек Реймсі               |
| 2005      | ф  | Полювання на привидів                              | Chasing Ghosts                                     | Марк Спенсер                      |
| 2006      | ф  | 1 миля до Ленекса                                  | Lenexa, 1 Mile                                     | Расс                              |
| 2006      | ф  | Слимак                                             | Slither                                            | Грант Грант                       |
| 2006      | тф | Злодій                                             | Thief                                              | детектив Джон Гейс                |
| 2006      | кф | Ріпо! Генетична опера                              | Repo! The Genetic Opera                            | конфіскатор                       |
| 2006      | вг | Scarface: The World Is Yours                       | Scarface: The World Is Yours                       | голос                             |
| 2007      | с  | Розслідування Джордан                              | Crossing Jordan                                    | Шон Курако                        |
| 2007      | ф  | Шепіт                                              | Whisper                                            | Сідні                             |
| 2008      | ф  | Телепорт                                           | Jumper                                             | Вільям Райс                       |
| 2008      | ф  | Невигадана історія Лени Бейкер                     | The Lena Baker Story                               | шериф Гейні                       |
| 2008      | кф | Життя цієї людини                                  | This Man's Life                                    | Річард Краммлі                    |
| 2008      | с  | Закон і порядок                                    | Law & Order                                        | Джеймс Йост                       |
| 2008      | с  | Акула                                              | Shark                                              | Оскар Ріддік                      |
| 2008      | с  | Чак                                                | Chuck                                              | Маузер                            |
| 2008      | с  |                                                    | Humanzee!                                          | священик                          |
| 2009      | с  | Криміналісти: мислити як злочинець                 | Criminal Minds                                     | шеф Карлсон                       |
| 2009      | с  | Ясновидець                                         | Psych                                              | Гарт Лоунмор                      |
| 2009      | в  | Морський піхотинець 2                              | The Marine 2                                       | Чарч                              |
| 2009      | тф | Астероїд: Останні години планети                   | Meteor                                             | Келвін Старк                      |
| 2009      | ф  | Суперпридурки                                      | Super Capers                                       | Суддя / Dark Winged Vesper        |
| 2009      | ф  | Покаяння                                           | Penance                                            | Манн                              |
| 2010      | ф  | Дорожній вбивця                                    | Freeway Killer                                     | детектив Сент-Джон                |
| 2010      | ф  | Помічений кров'ю                                   | Blood Done Sign My Name                            | адвокат Біллі Воткінс             |
| 2010      | ф  | Луїс                                               | Louis                                              | Пет Макмерфі                      |
| 2010      | ф  | Супер                                              | Super                                              | Ейб                               |
| 2010      | с  | Чорна мітка                                        | Burn Notice                                        | Дейл Лоусон                       |
| 2010—2013 | с  | Ходячі мерці                                       | The Walking Dead                                   | Мерл Діксон                       |
| 2010      | мф | Вітрина DC: Джона Гекс                             | DC Showcase: Jonah Hex                             | Ред Док                           |
| 2010      | мф | Супермен/Шазам! — Повернення чорного Адама         | Superman/Shazam!: The Return of Black Adam         | Ред Док                           |
| 2010      | мф | Оригінальна колекція короткометражок вітрини DC    | DC Showcase Original Shorts Collection             | Ред Док                           |
| 2010      | кф | Смерть Скотта                                      | Scott's Dead                                       | Мітч                              |
| 2010      | тф | Матадори                                           | Matadors                                           | Джон Кантера                      |
| 2010      | ф  | Гіпотермія                                         | Hypothermia                                        | Рей                               |
| 2011      | ф  | Камера 213                                         | Cell 213                                           | Рей Клемент                       |
| 2011      | ф  | Атлантіс — рейс у нікуди                           | Atlantis Down                                      | батько / чужинець                 |
| 2011      | ф  | Містерія                                           | Mysteria                                           | капітан Маккарті                  |
| 2011      | вг | Call of the Dead                                   | Call of the Dead                                   | Майкл Рукер                       |
| 2012      | вг | Lollipop Chainsaw                                  | Lollipop Chainsaw                                  | Вікк                              |
| 2012      | вг | Call of Duty: Black Ops II                         | Call of Duty: Black Ops II                         | Майк Гарпер                       |
| 2012      | тф | У ритмі беззаконня                                 | Outlaw Country                                     |                                   |
| 2012      | ф  | Втрачений епізод                                   | The Lost Episode                                   | доктор Смерть                     |
| 2012      | мс | Арчер                                              | Archer                                             | шериф Пондер                      |
| 2013      | с  | Конан                                              | Conan                                              | Мерл Діксон                       |
| 2013      | вг | The Walking Dead: Survival Instinct                | The Walking Dead: Survival Instinct                | Мерл Діксон                       |
| 2013      | ф  |                                                    | Brother's Keeper                                   | шеф Карвер                        |
| 2014      | кф | Елвуд                                              | Elwood                                             | Конделло                          |
| 2014      | ф  | Вартові галактики                                  | Guardians of the Galaxy                            | Йонду Юдонта                      |
| 2016      | ф  |                                                    | The Belko Experiment                               | Бад Мелкс                         |
| 2017      | ф  | Вартові галактики 2                                | Guardians of the Galaxy 2                          | Йонду Юдонта                      |
| 2019      | ф  |                                                    | Bolden                                             | Пет Макмерфі                      |
| 2019      | ф  | Брайтберн                                          | Brightburn                                         | Big T                             |
| 2020      | ф  | Острів фантазій                                    | Fantasy Island                                     | Деймон, приватний детектив        |
| 2020      | ф  | Любов і монстри                                    | Love and Monsters                                  | Клайд Даттон                      |
| 2021      | ф  | Форсаж 9                                           | Fast & Furious 9                                   | Бадді                             |
| 2021      | ф  | Загін самогубців 2                                 | The Suicide Squad                                  | Савант                            |
| 2021      | мс | Що як…?                                            | What If...?                                        | Йонду Юдонта                      |
| 2022      | в  | В'язниця суперлиходіїв                             | Corrective Measures                                | Девлін                            |
| 2022      | тф | Вартові галактики: Спеціальний святковий випуск    | The Guardians of the Galaxy Holiday Special        | Йонду Юдонта                      |
| 2023      | ф  | Вартові галактики 3                                | Guardians of the Galaxy 3                          | Йонду Юдонта                      |
| 2023      | ф  | Форсаж 10                                          | Fast X                                             | Бадді                             |
| 2023      | ф  | Родичі поза законом                                | The Out-Laws                                       | агент Олдем                       |
| 2024      | ф  | Горизонт: Американська сага                        | Horizon                                            | Райорден                          |
| 2024      | мс | Монстри Коммандос                                  | Creature Commandos                                 | Сем Фіцгіббон                     |
| 2025      | ф  | Супермен                                           | Superman                                           | «Один» (голос)                    |